# Chování
Chování je soubor vnějších (pozorovatelných) projevů člověka, živočichů a jiných organismů. Slovo může označovat nejrůznější změny, postoje, pohyby, gesta a další projevy, ale také jejich celek. V přeneseném smyslu lze hovořit i o chování neživých předmětů a látek, pokud jsou vystaveny působení svého okolí (například o chování magnetické střelky v určitém místě). Studiem chování se zabývá řada věd, které se liší jak svým předmětem, tak také metodou.

## Etologie
Etologie nebo také biologie chování zkoumá chování člověka i jiných živočichů a chápe je zásadně jako adaptace zdravého organismu na změny prostředí. Tyto adaptace mohou být dědičně fixované anebo naučené a obvykle tvoří celá koordinační schémata nebo více méně pevné vzorce chování (angl. action patterns). Mezi nejjednodušší koordinační schémata patří reflexy, kde je reakce na podnět zprostředována na neurologické úrovni tzv. reflexními oblouky. Podnět, podráždění receptoru, vyvolá signál, který se více či méně složitou cestou dostává do výkonného orgánu (efektoru).
Vedle kauzálních vztahů mezi podnětem a reakcí zkoumá etologie také jejich účelnost, to jest evoluční výhodu, kterou tento vztah organismu přináší. Z tohoto hlediska rozlišuje například chování potravní, obranné, rozmnožovací, průzkumné, komunikativní a další. Důležitým oborem je srovnávací etologie, která studuje podobnosti a rozdíly vzorců chování u různých druhů i u člověka.

## Psychologie
V psychologii znamená chování pozorovatelné projevy prožívání (v protikladu k nepozorovatelným vnitřním stavům). Tyto projevy lze dělit na instinktivní, návykové a rozumové. Odvětví či směr psychologie, který zkoumá chování čistě z vnějšího hlediska a snaží se je vysvětlovat kauzálně (bez svobodné vůle), je behaviorismus (I. P. Pavlov, B. F. Skinner). Jiná odvětví či školy psychologie rozlišují mezi mimovolním chováním a volním jednáním, za něž člověk může nést také odpovědnost. Zde je v psychologii i v právu důležitá také motivace jednání. Výkladem často skrytého (nevědomého) významu chování se zabývá psychoanalýza.

## Sociologie
Sociologie studuje chování v rámci lidských společností, včetně chování skupinových a kolektivních. Ve vztahu ke společnosti lze rozlišit chování prosociální, které je skupině prospěšné, chování asociální, které nedbá na normy společnosti, a chování antisociální, zaměřené proti skupině. To lze dále rozdělit na chování aberantní, které normy porušuje, ale nepopírá, a chování nonkonformní, které je popírá a chce je změnit. Aberantní chování (například kriminální) se obvykle utajuje, kdežto nonkonformní jednání naopak obvykle hledá publicitu a veřejnou podporu. I pro společenské chování je často rozhodující jeho motivace, typickou formou sociologického výzkumu jsou proto průzkumy mínění a hodnocení, například volebních a spotřebitelských preferencí.
Psycholog Prokop Remeš píše: "Chování nemá žádný protiklad. Neexistuje nic jako ne-chování. Veškeré chování v kontaktu s druhými lidmi má význam sdělení. Proto člověk v interakční situaci komunikuje každým svým činem. Ať dělá co dělá, komunikuje. I když nedělá vůbec nic a pouze mlčí, komunikuje."

## Pedagogika
Chování žáků a jeho poruchy jsou důležitý problém pedagogiky. Chování se tradičně hodnotí na vysvědčení, současná pedagogika však hledá hlavně cesty, jak nežádoucímu chování předcházet a omezovat jeho důsledky.